# Filoména
Filoména nebo též Filomena je ženské jméno řeckého původu. Pochází buďto z řeckých slov fílos znamenající přítel, milenec a ménos znamenající mysl, síla, nebo z řeckého slova filoméne znamenajícího milovaná. Svátek slaví podle českého kalendáře dne 11. srpna, společně se jménem Zuzana.
Mužská podoba tohoto jména je Filomén, v Česku žil k roku 2016 jeden člověk s tímto jménem.
Na světě žije přibližně 471 694 nositelek jména Filomena, nejvíce z nich v Itálii, Angole, Brazílii a Mosambiku. Jméno Filoména se vyskytuje nejčastěji na Slovensku, kde jde o 275. nejčastější jméno.

## Domácké podoby
Mezi domácké podoby křestního jména Filoména patří Fila, Filka, Filuška, Filoménka, Filunka, Filomka, Ména, Méňa, Menuška apod.

## Obliba jména
Jméno bylo oblíbené zejména ve 20. až 40. letech 20. století, tehdy převládala varianta s krátkým E. V současné době je jméno vzácné, ale stále používané, převládá varianta s dlouhým E. I přesto ale počet nositelek obou jmen buďto klesá (výrazněji u jména Filomena) nebo stagnuje.

## Významné osobnosti
- Svatá Filoména – řecká katolická světice z 3. století
- Filomena Borecká – česká kreslířka, sochařka a výtvarnice
- Filoména K. Černohousová – česká stavební projektantka a autorka báchorek
- Filomena Kramattová – česká učitelka
- Filomena Novotná – česká učitelka a prozaička
- Filoména Píšová – slovenská matematička
- Filomena Slezáčková – česká vrapérka